# Khi Serpentis
Khi Serpentis o Chi Serpentis (χ Ser / 20 Serpentis / HD 140160) és un estel de magnitud aparent +5,32 a la Constel·lació del Serpent. Està situada a la regió central de Serpens Caput, el cap de la serp. Forma part del corrent d'estels de l'Associació estel·lar de l'Ossa Major.
Khi Serpentis és una estrella blanca de la seqüència principal de tipus espectral A0p amb una temperatura superficial de 9.290 K. Amb una lluminositat 34 vegades major que la del Sol, la seva massa és de 2,3 masses solars i gira sobre si mateixa amb una velocitat de rotació projectada de 75 km/s. La seua metal·licitat —contingut relatiu d'elements més pesats que l'heli— equival al 56% de la del Sol. Té una edat estimada de 420 milions d'anys i s'hi troba en la meitat de la seva vida com a estel de la seqüència principal.
Khi Serpentis és un estel peculiar. Aquestos són estels amb una abundància en metalls és anòmala, almenys en les seves capes superficials. Alioth (ε Ursae Majoris) i α Circini són dos coneguts representants d'aquesta classe. Com molts d'aquests estels, Khi Serpentis és una Variable Alpha² Canum Venaticorum. La seva lluentor fluctua 0,03 magnituds al llarg d'un període de 1,59 dies. S'hi troba a 228 anys llum de distància del sistema solar.